# Enigmencyrtus zambezei
Enigmencyrtus zambezei is een vliesvleugelig insect uit de familie Tanaostigmatidae. De wetenschappelijke naam is voor het eerst geldig gepubliceerd in 1955 door Risbec.